# Општина Нова Горица
Општина Нова Горица (словен. Nova Gorica) је једна од општина Горишке регије у држави Словенији. Седиште општине је истоимени град Нова Горица.

## Природне одлике
Рељеф
Општина Нова Горица налази се на западу Словеније на граници са Италијом. Западни део општине је равничарски - крајње источни део Падске низије, а источни  брско-планински - планина Трновски Гозд.
Клима
Општина Нова Горица припада подручју измењено средозмене климе.
Воде
Најважнији водоток у општини је река Соча, у коју се уливају сви остали водотоци у општини као њене притоке.

## Становништво
Општина Нова Горица густо је насељена, посебно долински део уз границу са Италијом.

## Насеља у општини
| - Ајшевица - Бањшице - Бате - Браник - Брдо - Будихни - Витовље | - Вогларји - Градишче над Првачино - Гргар - Гргарске Равне - Дорнберк - Драга - Драговица | - Залошче - Кромберк - Лазна - Локе - Локовец - Локве - Немци | - Нова Горица - Осек - Озељан - Педрово - Подгозд - Поток при Дорнберку - Пресерје - Пристава | - Првачина - Равница - Рожна Долина - Саксид - Света Гора - Солкан - Сподња Браница - Стара Гора - Стеске | - Табор - Трново - Чепован - Шемпас - Шмавер - Шмихел |  |